# 微粒腹毛管蚜
微粒腹毛管蚜（学名：Eutrichosiphum dubium）为毛管蚜科真毛管蚜屬下的一个种。